# Pedro de Lautrec
Pedro de Lautrec (1436-1454) fue un noble vizconde de Lautrec y Vilamur que recibió por herencia de su padre Juan I de Foix (fallecido en 1436), y que legó el resto de sus posesiones a su hijo mayor Gastón IV de Foix.
Se casó con Catarina de Astarac con la que tuvo a su hijo y sucesor Juan de Lautrec.
Antecesor: Juan I de Foix y de Lautrec
Sucesor: Juan II de Lautrec
- Datos: Q1687142